# Attilio Ferraris
Attilio Ferraris, conegut com a Ferraris IV, (Roma, 26 de març, 1904 - Montecatini Terme, 8 de maig, 1947) fou un futbolista italià dels anys 20 i 30.
Jugava de centrecampista i disputà 10 temporades (254 partits, 2 gols) a la Serie A amb els clubs AS Roma, SS Lazio i AS Bari. Amb la selecció italiana guanyà la medalla de bronze als Jocs Olímpics d'Estiu d'Amsterdam de 1928, la Copa Internacional d'Europa Central de 1930 i la final de la Copa del Món celebrada a Itàlia l'any 1934. En aquest darrer torneig fou inclòs a l'equip del campionat.
Va morir als 43 anys durant un partit de velles glòries. El 2013 fou inclòs al Saló de la Fama de l'AS Roma.